# De Hilte
De Hilte est un hameau dans la commune néerlandaise d'Aa en Hunze, dans la province de Drenthe. De Hilte est situé entre Gieterveen et Eexterveen